# Escolècides
Els escolècides (Scolecida) són una infraclasse d'anèl·lids poliquets de la subclasse Sedentaria.

## Característiques
Els escolècides són detritívors i tenen un esòfag eversible format per una probòscide similar a un sac que pot tenir diversos lòbuls semblants a dits. Els segments, ja es tracti dels anteriors o posteriors, i els seus apèndixs (parapodis), són tots similars, amb notopodis i neuropodis amb quetes capil·lars no ramificades, de vegades amb ganxos. El cap no té apèndixs ni palps i generalment és cònica, per bé que en Scalibregmatidae té una punta en forma de "T", i en Paraonidae hi ha una única antena central.

## Taxonomia
L'ordre Scolecida inclou 1.196 espècies en nou famílies:
- Família Arenicolidae Johnston, 1835
- Família Capitellidae Grube, 1862
- Família Cossuridae Day, 1963
- Família Maldanidae Malmgren, 1867
- Família Opheliidae Malmgren, 1867
- Família Orbiniidae Hartman, 1942
- Família Paraonidae Cerruti, 1909
- Família Scalibregmatidae Malmgren, 1867
- Família Travisiidae Hartmann-Schröder, 1971